# Јулије Будисављевић
Јулије Будисављевић (Славонска Пожега, Аустроугарска, 2. март 1882 — Инзбрук, Аустрија, 5. мај 1981) био је српски хирург, универзитетски професор и шеф хируршке клинике Медицинског факултета у Загребу. Хуманитарка Дијана Будисављевић била је његова супруга. Потиче из угледне личке фамилије Будисављевић.

## Биографија
По народности Србин, био је син великог жупана и књижевника Будета и брат адвоката Срђана. Основну школу и гимназију завршио је у Госпићу а студије медицине у Инзбруку, гдје је промовисан јануара 1907. за доктора медицине. Још као студент заволио је хирургију па је остао као волонтер на Хируршкој клиници код професора Шлофера, а 1911. постао асистент код професора Хаберера. На позив српског Црвеног крста у вријеме балканских ратова био је на челу добровољачке санитетске мисије састављене од инсбрушких асистената. Тада је у Београду водио резервну хируршку болницу. За вријеме Првог свјетског рата био је у аустроугарској војсци хирург на Источном фронту. Не желећи послије рата да прими аустријско држављанство, морао је да напусти клинику и прешао је у Загреб гдје је 1919. именован за редовног професора новооснованог Медицинског факултета. Његовим залагањем 1921. основана је Хируршка клиника у Загребу. Бавио се абдоминалном хирургијом и хируршким лечењем струме и егинокока. Декан Медицинског факултета био је 1927.-1928. Пензионисан је 1944. из политичких разлога, али је након ослобођења поново активиран на истој клиници. Одлази у пензију 1952.
Написао је више радова и објавио их у стручним периодичним публикацијама. На клиници је основао анестезиолошко одјељење и друга специјализована одјељења. Основао је центар за усавршавање хируршких кадрова. Био је редовни члан Земаљског здравственог вијећа до 1920., потпредсједник Збора лијечника до 1925. и предсједник хируршке секције. Поводом педесетогодишњице оснивања Медицинског факултета именован је 1968. за почасног доктора медицинских наука Загребачког свеучилишта. Био је веома комуникативан човјек. О Јулијевом националном осјећању, а са друге стране још више на манир својатања хрватских кругова, може се сагледати из лијепо изреченог, гдје стоји: У Госпићу је 1968. подигнута спомен плоча његовом оцу, великом жупану Буди Будисављевићу... Занимљиво је да је на плочи требало писати да је Будисављевић хрватски књижевник, но на сугестију његовог сина Јулија остало је само књижевник. Јулије је у свом писму Деросију, тадашњем предсједник огранка Матице хрватске у Госпићу написао да је његов отац и хрватски и српски књижевник. Очигледно је да је тада било једноставније написати само књижевник, него помињати Србе. Те 1968. када су студентске демонстрације у Београду (а и у свијету) озбиљно потресале државни систем, то није било лако јавно изрећи јер је национални набој био прилично велики. У тадашњој комунистичкој Југославији пажљиво се посматрало на унутрашњег и спољашњег непријатеља, свака изјава о националном је тако била класификована.
 Међутим, чак и поред тога, у публикацији објављеној исте године, Ко је ко у Југославији: Лекари, Јулије Будисављевић се изјаснио као Србин по народности.
У Инзбруку је упознао Дијану Обексер, своју будућу супругу и с њом је имао двије кћерке. Након живота у Загребу, опет селе у Инзбрук, гдје обоје умиру. Дијана је сахрањена у Инзбруку, а Јулије на српском православном гробљу на Мирогоју у Загребу. По писању Дијане Будисављевић, он из страха (од усташког насиља над Србима) није подржавао њен хуманитарни рад (спашавања српске православне дјеце из логора НДХ). Њихова унука Силвија Сабо, пензионисана професорка Одсјека за психологију Филозофског факултета Универзитета у Загребу, је у сарадњи са Хрватским државним архивом 2003. године објавила књигу Дневник Дијане Будисављевић 1941. - 1945.. По аустријском писцу и аутору романа Дијанина листа, Вилхелму Куесу, Факсимил рукописа Дијаниног дневника није објављен, као ни дијелови који се тичу Дијаниног приватног живота. Он је без успјеха преко Дијанине унуке покушао да дође до рукописа. Тако објављен дневник критикује као проблематичан са научне стране и констатује да не знамо шта у оригиналу пише и шта нам је издавач дневника ускратио. У тако објављеној књизи је наведено да је Јулије био спреман свједочити у корист одбране, на суђењу Алојзију Степинцу. Дијану Будисављевић је Степинац неколико пута одбио, када је од њега тражила помоћ око спашавања српске дјеце из логора. Каритас се укључио у Дијанину акцију тек касније, када су одлучили да се удомљавањем дјеце у католичке породице од њих могу створити нови католици и Хрвати.